# کریستین اریکسن
کریستین اریکسن (به دانمارکی: Christian Eriksen؛ زادهٔ ۱۴ فوریه ۱۹۹۲) بازیکن فوتبال اهل دانمارک است که در پست هافبک میانی بازی می‌کند.
او سابقه بازی برای باشگاه‌های آژاکس، تاتنهام، اینتر، برنتفورد و منچستر یونایتد را دارد. او از ۱ ژوئیه ۲۰۲۵ قراردادش با تیم فوتبال منچستر یونایتد به اتمام رسید و فعلاً بازیکن آزاد محسوب می‌شود.

## سبک بازی
موقعیت مطلوب اریکسن در رسانه‌ها به عنوان «شماره ده کلاسیک» توصیف می‌شود، در مرکز میدان به‌عنوان یک هافبک تهاجمی پشت سر مهاجمان در یک نقش آزاد بازی می‌کند. با این حال، قادر به بازی در پست هافبک میانی یا در سیستم ۴–۳–۳ (همان‌طور که در سال‌های اول حضورش در آژاکس بود) و به‌عنوان یک وینگر راست در ترکیب ۴–۲–۳–۱، از وی در جناح چپ نیز استفاده می‌شود و حتی می‌تواند به‌عنوان مهاجم دوم بازی کند.
شهرت وی توانایی ضربه زدن به توپ با هر دو پا به ویژه از راه دور است. او همچنین متخصص ضربه آزاد است. ملیت و نقش او در زمین باعث شده که کارشناسان او را با هم میهنان مایکل و برایان لادروپ مقایسه کنند، که دو تأثیر عمده او در جوانی بودند، و همچنین وسلی اسنایدر و رافائل ون در وارت اریکسن همچنین از فرانچسکو توتی به عنوان الهام یاد کرده‌است.

## عملکرد باشگاهی

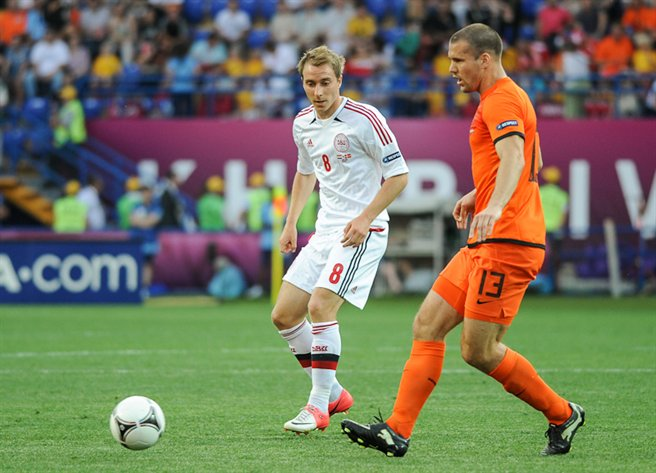
بازی یورو 2012 بین هلند و دانمارک که در خارکف برگزار شد. نتیجه نهایی 0:1 (Krohn-Delhi) بود. کریستین اریکسن (دن) و ران ولار (شبکه)

### آژاکس
در ۷ اکتبر ۲۰۰۸، اریکسن قراردادی دو و نیم ساله با باشگاه باشگاه فوتبال آژاکس امضا کرد. او در جوانان آژاکس شروع به کارکرد و در ژانویه ۲۰۱۰ به تیم اصلی دعوت شد، جایی که پیراهن شماره ۵۱ به او داده شد. در اواخر همان ماه، او اولین بازی خود را در تیم اول خود در ۱–۱ باشگاه فوتبال ناک بردا انجام داد. او اولین گل خود را برای آژاکس در ۲۵ مارس در پیروزی ۶–۰ مقابل گو هد ایگلز در جام هلند به ثمر رساند و ماه بعد قرارداد خود را با این باشگاه تمدید کرد. او مجموعاً ۱۶۲ بازی آژاکس انجام داد و ۳۲ گل به ثمر رساند.

### تاتنهام هاتسپر
اریکسن آژاکس را با قراردادی به ارزش ۱۱ میلیون پوند (۱۲٫۴۵ میلیون یورو) ترک کرد و به تاتنهام پیوست. او اولین بازی خود را در لیگ در برابر باشگاه فوتبال نوریچ سیتی در ۱۴ سپتامبر انجام داد و در پیروزی ۲–۰ به گیلفی سیگوردسونگ یک پاس گل داد. پس از بازی، آندره ویلاس بواس، مدیر تاتنهام اظهار داشت: «این اولین بازی عالی برای کریستین بود، او یک شماره ۱۰ خالص است، بازیکنی خلاق و کیفیت فردی او تفاوت را ایجاد کرد.»
اریکسن در سال ۲۰۱۴ برای تاتنهام هاتسپر بازی می‌کند
پنج روز بعد، اریکسن «یک ضربه غوطه ور فوق‌العاده» به دروازه‌بان زد تا اولین گل خود را برای تاتنهام به ثمر برساند و پیروزی ۳–۰ را در برابر باشگاه فوتبال ترومسو در لیگ اروپا به ثمر رساند. او در مجموع ۳۰۵ بازی ۶۹ گل برای تاتنهام به ثمر رساند.

### اینترمیلان
در ۲۸ ژانویه ۲۰۲۰، در حالی که قراردادش با تاتنهام شش ماه بعد به پایان می‌رسید، اریکسن قراردادی چهار سال و نیم با باشگاه فوتبال اینترمیلان امضا کرد که ۱۰ میلیون یورو در هر فصل برای او به ارمغان می‌آورد. او روز بعد اولین بازی خود را برای باشگاه انجام داد و در نیمه دوم به جای الکسیس سانچز در پیروزی خانگی ۲–۱ مقابل باشگاه فوتبال فیورنتینا در مرحله یک چهارم نهایی کوپا ایتالیا انجام داد. در ۲۰ فوریه، اریکسن اولین گل خود را برای باشگاه در پیروزی ۲–۰ خارج از خانه مقابل باشگاه فوتبال لودوگورتس رازگراد در لیگ اروپا به ثمر رساند، او اولین گل خود در سری آ را در ۱ ژوئیه در پیروزی ۶–۰ مقابل باشگاه فوتبال برشا به ثمر رساند. در ۲۱ اوت، اریکسن در باخت ۲–۳ اینتر مقابل سویا در فینال لیگ اروپا ۲۰۲۰ بازی کرد و اولین بازیکنی شد که دو فینال متوالی را در دو رقابت اصلی یوفا شکست می‌خورد. او در فینال لیگ قهرمانان اروپا ۲۰۱۹ با تاتنهام سال قبل شکست خورده بود. اریکسن پس از این که سازمان لیگ ایتالیا به دلیل شرایط قلبی به او اجازه بازی نداد، در ۱۷ دسامبر ۲۰۲۱ باشگاه اعلام کرد، که با او بر سر فسخ قرارداد به توافق رسیده‌است. اریکسن ۶۰ بازی برای اینترمیلان انجام داد و ۸ گل به ثمر رساند.

### برنتورد
کریستین اریکسن که چندی پیش در جام ملت‌های اروپا ۲۰۲۰ دچار حمله قلبی شد، بعد از مدتی مجبور به فسخ قرارداد با باشگاه فوتبال اینتر به دلیل پروتکل‌های سلامتی سری آ شد، و ۳۱ ژانویه ۲۰۲۲ با قراردادی آزاد تا پایان فصل به برنتفورد پیوست. وی اولین بازی خود را برای برنتفورد در لیگ برتر فوتبال انگلستان مقابل باشگاه فوتبال نیوکاسل در تاریخ ۲۶ فوریه ۲۰۲۲ به‌عنوان یار تعویضی انجام داد که با شکست ۲ بر ۰ تیمش همراه بود. اریکسن اولین گل خود را برای این باشگاه در ۲ آوریل ۲۰۲۲ مقابل باشگاه فوتبال چلسی به ثمر رساند و موجب پیروزی ۴ بر ۱ تیمش شد. او ۱۱ بار پیراهن این تیم را برتن کرد و ۱ گل نیز به ثمر رساند.

## آمار باشگاهی
تا تاریخ ۱۰ فوریه ۲۰۲۴
| باشگاه               | فصل                  | لیگ                  | لیگ  | لیگ | جام حذفی | جام حذفی | قاره‌ای | قاره‌ای | دیگر | دیگر | مجموع | مجموع |
| باشگاه               | فصل                  | دسته                 | بازی | گل  | بازی     | گل       | بازی   | گل     | بازی | گل   | بازی  | گل    |
| -------------------- | -------------------- | -------------------- | ---- | --- | -------- | -------- | ------ | ------ | ---- | ---- | ----- | ----- |
| آژاکس                | ۲۰۰۹–۱۰              | لیگ برتر             | ۱۵   | ۰   | ۴        | ۱        | ۲      | ۰      | _    | _    | ۲۱    | ۱     |
| آژاکس                | ۲۰۱۰–۱۱              | لیگ برتر             | ۲۸   | ۶   | ۶        | ۱        | ۱۲     | ۱      | ۱    | ۰    | ۴۷    | ۸     |
| آژاکس                | ۲۰۱۱–۱۲              | لیگ برتر             | ۳۳   | ۷   | ۲        | ۰        | ۸      | ۱      | ۱    | ۰    | ۴۴    | ۸     |
| آژاکس                | ۲۰۱۲–۱۳              | لیگ برتر             | ۳۳   | ۱۰  | ۴        | ۲        | ۸      | ۱      | _    | _    | ۴۵    | ۱۳    |
| آژاکس                | ۲۰۱۳–۱۴              | لیگ برتر             | ۴    | ۲   | ۰        | ۰        | ۰      | ۰      | ۱    | ۰    | ۵     | ۲     |
| مجموع آژاکس          | مجموع آژاکس          | مجموع آژاکس          | ۱۱۳  | ۲۵  | ۱۶       | ۴        | ۳۰     | ۳      | ۳    | ۰    | ۱۶۲   | ۳۲    |
| تاتنهام              | ۲۰۱۳–۱۴              | لیگ جزیره            | ۲۵   | ۷   | ۱        | ۰        | ۹      | ۳      | ۱    | ۰    | ۳۶    | ۱۰    |
| تاتنهام              | ۲۰۱۴–۱۵              | لیگ جزیره            | ۳۸   | ۱۰  | ۲        | ۰        | ۴      | ۰      | ۴    | ۲    | ۴۸    | ۱۲    |
| تاتنهام              | ۲۰۱۵–۱۶              | لیگ جزیره            | ۳۵   | ۶   | ۴        | ۱        | ۷      | ۱      | ۱    | ۰    | ۴۷    | ۸     |
| تاتنهام              | ۲۰۱۶–۱۷              | لیگ جزیره            | ۳۶   | ۸   | ۳        | ۱        | ۸      | ۱      | ۱    | ۲    | ۴۸    | ۱۲    |
| تاتنهام              | ۲۰۱۷–۱۸              | لیگ جزیره            | ۳۷   | ۱۰  | ۳        | ۲        | ۶      | ۲      | ۱    | ۰    | ۴۷    | ۱۴    |
| تاتنهام              | ۲۰۱۸–۱۹              | لیگ جزیره            | ۳۵   | ۸   | ۰        | ۰        | ۱۲     | ۲      | ۴    | ۰    | ۵۱    | ۱۰    |
| تاتنهام              | ۲۰۱۹–۲۰              | لیگ جزیره            | ۲۰   | ۲   | ۲        | ۰        | ۵      | ۱      | ۱    | ۰    | ۲۸    | ۳     |
| مجموع تاتنهام        | مجموع تاتنهام        | مجموع تاتنهام        | ۲۲۶  | ۵۱  | ۱۵       | ۴        | ۵۱     | ۱۰     | ۱۳   | ۴    | ۳۰۵   | ۶۹    |
| اینترمیلان           | ۲۰۱۹–۲۰              | سری آ                | ۱۷   | ۱   | ۳        | ۱        | ۶      | ۲      | _    | _    | ۲۶    | ۴     |
| اینترمیلان           | ۲۰۲۰–۲۱              | سری آ                | ۲۶   | ۳   | ۴        | ۱        | ۴      | ۰      | _    | _    | ۳۴    | ۴     |
| اینترمیلان           | ۲۰۲۱–۲۲              | سری آ                | ۰    | ۰   | ۰        | ۰        | ۰      | ۰      | ۰    | ۰    | ۰     | ۰     |
| مجموع اینتر          | مجموع اینتر          | مجموع اینتر          | ۴۳   | ۴   | ۷        | ۲        | ۱۰     | ۲      | ۰    | ۰    | ۶۰    | ۸     |
| برنتفورد             | ۲۰۲۱–۲۲              | لیگ جزیره            | ۱۱   | ۱   | ۰        | ۰        | _      | _      | _    | _    | ۱۱    | ۱     |
| مجموع برنتفورد       | مجموع برنتفورد       | مجموع برنتفورد       | ۱۱   | ۱   | ۰        | ۰        | _      | _      | _    | _    | ۱۱    | ۱     |
| منچستریونایتد        | ۲۰۲۲–۲۳              | لیگ جزیره            | ۲۸   | ۱   | ۴        | ۰        | ۸      | ۰      | ۴    | ۱    | ۴۴    | ۲     |
| منچستریونایتد        | ۲۰۲۳–۲۴              | لیگ جزیره            | ۱۵   | ۱   | ۰        | ۰        | ۴      | ۰      | ۰    | ۰    | ۱۹    | ۱     |
| مجموع منچستر یونایتد | مجموع منچستر یونایتد | مجموع منچستر یونایتد | ۴۳   | ۲   | ۴        | ۰        | ۱۲     | ۰      | ۴    | ۱    | ۶۳    | ۳     |
| مجموع آمار           | مجموع آمار           | مجموع آمار           | ۴۳۶  | ۸۳  | ۴۲       | ۱۰       | ۱۰۳    | ۱۵     | ۲۰   | ۵    | ۶۰۱   | ۱۱۳   |

نکته= قسمت دیگر شامل جام اتحادیه، سوپر جام داخلی و اروپا و جام باشگاه‌های جهان است.

## افتخارات

### باشگاهی
آژاکس
- لیگ برتر فوتبال هلند(۳): ۱۱–۲۰۱۰، ۱۲–۲۰۱۱، ۱۳–۲۰۱۲
- جام حذفی فوتبال هلند(۱): ۱۰–۲۰۰۹
- سوپر جام فوتبال هلند(۱): ۲۰۱۳

تاتنهام
- لیگ قهرمانان اروپا: ۱۹–۲۰۱۸ (نایب قهرمان)

اینترمیلان
- سری آ(۱): ۲۱–۲۰۲۰
- لیگ اروپا: ۲۰–۲۰۱۹ (نایب قهرمان)

منچستر یونایتد
- جام حذفی فوتبال انگلستان(۱) ۲۴–۲۰۲۳
- جام اتحادیه فوتبال انگلستان(۱): ۲۳–۲۰۲۲
- لیگ اروپا: ۲۵–۲۰۲۴ (نایب قهرمان)

### فردی
- آژاکس استعداد آینده: ۲۰۱۰
- استعداد برتر آژاکس سال: ۲۰۱۱
- استعداد برتر زیر ۱۷ سال دانمارک: ۲۰۰۸
- استعداد برتر دانمارک: ۲۰۱۰، ۲۰۱۱
- استعداد برتر فوتبال سال هلند: ۲۰۱۱
- کفش برنز فوتبالیست سال هلند: ۲۰۱۲
- بازیکن سال فوتبال دانمارک: ۲۰۱۳، ۲۰۱۴، ۲۰۱۵، ۲۰۱۸
- بازیکن سال فوتبال دانمارک توسط تی وی ۲ :۲۰۱۱، ۲۰۱۳، ۲۰۱۴، ۲۰۱۷
- بهترین بازیکن سال تاتنهام: ۱۴–۲۰۱۳، ۱۷–۲۰۱۶
- هافبک فصل یوفا مقام ۲: ۱۸–۲۰۱۷
- هافبک ماه لیگ جزیره: آوریل ۲۰۱۸

جایزه لوریوس بهترین بازگشت ۲۰۲۳

## آمار ملی

### بازی‌های ملی
تا تاریخ ۱۷ اکتبر ۲۰۲۳
| دانمارک | دانمارک | دانمارک |
| سال     | بازی    | گل      |
| ------- | ------- | ------- |
| ۲۰۱۰    | ۱۰      | ۰       |
| ۲۰۱۱    | ۱۰      | ۲       |
| ۲۰۱۲    | ۱۱      | ۰       |
| ۲۰۱۳    | ۱۱      | ۲       |
| ۲۰۱۴    | ۷       | ۱       |
| ۲۰۱۵    | ۸       | ۱       |
| ۲۰۱۶    | ۹       | ۶       |
| ۲۰۱۷    | ۹       | ۹       |
| ۲۰۱۸    | ۱۰      | ۴       |
| ۲۰۱۹    | ۱۰      | ۶       |
| ۲۰۲۰    | ۸       | ۵       |
| ۲۰۲۱    | ۶       | ۰       |
| ۲۰۲۲    | ۱۱      | ۳       |
| ۲۰۲۳    | ۶       | ۱       |
| مجموع   | ۱۲۶     | ۴۰      |

### گل‌های ملی
| شماره | تاریخ           | میزبان     | بازی ملی          | حریف       | نتیجه | رقابت                         |
| ----- | --------------- | ---------- | ----------------- | ---------- | ----- | ----------------------------- |
| ۱     | ۴ ژوئن ۲۰۱۱     | ریکیاویک   | چهاردهمین         | ایسلند     | ۲–۰   | مقدماتی جام ملت‌های اروپا ۲۰۱۲ |
| ۲     | ۱۰ اوت ۲۰۱۱     | گلاسکو     | پانزدهمین         | اسکاتلند   | ۱–۲   | دوستانه                       |
| ۳     | ۵ ژوئن ۲۰۱۳     | آلبور      | سی و پنجمین       | گرجستان    | ۲–۱   | دوستانه                       |
| ۴     | ۱۴ اوت ۲۰۱۳     | گدانسک     | سی و هفتمین       | لهستان     | ۲–۳   | دوستانه                       |
| ۵     | ۲۲ مه ۲۰۱۴      | دبرسن      | چهل و سومین       | مجارستان   | ۲–۲   | دوستانه                       |
| ۶     | ۸ ژوئن ۲۰۱۵     | ویبورگ     | پنجاه و دومین     | مونته‌نگرو  | ۲–۱   | دوستانه                       |
| ۷     | ۷ ژوئن ۲۰۱۶     | اوساکا     | شست و یکمین       | بلغارستان  | ۴–۰   | جام کیرین                     |
| ۸     | ۷ ژوئن ۲۰۱۶     | اوساکا     | شست و یکمین       | بلغارستان  | ۴–۰   | جام کیرین                     |
| ۹     | ۷ ژوئن ۲۰۱۶     | اوساکا     | شست و یکمین       | بلغارستان  | ۴–۰   | جام کیرین                     |
| ۱۰    | ۴ سپتامبر ۲۰۱۶  | کپنهاگ     | شست و یکمین       | ارمنستان   | ۱–۰   | مقدماتی جام جهانی ۲۰۱۸        |
| ۱۱    | ۱۱ نوامبر ۲۰۱۶  | کپنهاگ     | شست و ششمین       | قزاقستان   | ۴–۱   | مقدماتی جام جهانی ۲۰۱۸        |
| ۱۲    | ۱۱ نوامبر ۲۰۱۶  | کپنهاگ     | شست و ششمین       | قزاقستان   | ۴–۱   | مقدماتی جام جهانی ۲۰۱۸        |
| ۱۳    | ۶ ژوئن ۲۰۱۷     | پرونپی     | شست و هشتمین      | آلمان      | ۱–۱   | دوستانه                       |
| ۱۴    | ۱۰ ژوئن ۲۰۱۷    | آستانه     | شست و نهمین       | قزاقستان   | ۳–۱   | مقدماتی جام جهانی ۲۰۱۸        |
| ۱۵    | ۱ سپتامبر ۲۰۱۷  | کپنهاگ     | هفتادمین          | لهستان     | ۴–۰   | مقدماتی جام جهانی ۲۰۱۸        |
| ۱۶    | ۴ سپتامبر ۲۰۱۷  | ایروان     | هفتاد و یکمین     | ارمنستان   | ۴–۱   | مقدماتی جام جهانی ۲۰۱۸        |
| ۱۷    | ۵ اکتبر ۲۰۱۷    | پودگوریتسا | هفتاد و دومین     | مونته‌نگرو  | ۱–۰   | مقدماتی جام جهانی ۲۰۱۸        |
| ۱۸    | ۸ اکتبر ۲۰۱۷    | کپنهاگ     | هفتاد و سومین     | رومانی     | ۱–۱   | مقدماتی جام جهانی ۲۰۱۸        |
| ۱۹    | ۱۴ نوامبر ۲۰۱۷  | دوبلین     | هفتاد و پنجمین    | ایرلند     | ۵–۱   | مقدماتی جام جهانی ۲۰۱۸        |
| ۲۰    | ۱۴ نوامبر ۲۰۱۷  | دوبلین     | هفتاد و پنجمین    | ایرلند     | ۵–۱   | مقدماتی جام جهانی ۲۰۱۸        |
| ۲۱    | ۱۴ نوامبر ۲۰۱۷  | دوبلین     | هفتاد و پنجمین    | ایرلند     | ۵–۱   | مقدماتی جام جهانی ۲۰۱۸        |
| ۲۲    | ۹ ژوئن ۲۰۱۸     | پرونپی     | هفتاد و هشتمین    | مکزیک      | ۲–۰   | دوستانه                       |
| ۲۳    | ۲۱ ژوئن ۲۰۱۸    | سامارا     | هشتادمین          | استرالیا   | ۱–۱   | جام جهانی ۲۰۱۸ روسیه          |
| ۲۴    | ۹ سپتامبر ۲۰۱۸  | آرهوس      | هشتاد و سومین     | ولز        | ۲–۰   | لیگ ملت‌های اروپا ۱۹–۲۰۱۸      |
| ۲۵    | ۹ سپتامبر ۲۰۱۸  | آرهوس      | هشتاد و سومین     | ولز        | ۲–۰   | لیگ ملت‌های اروپا ۱۹–۲۰۱۸      |
| ۲۶    | ۲۱ مارس ۲۰۱۹    | پریشتینا   | هشتاد و ششمین     | کوزوو      | ۲–۲   | دوستانه                       |
| ۲۷    | ۱۰ ژوئن ۲۰۱۹    | کپنهاگ     | هشتاد             | گرجستان    | ۵–۱   | مقدماتی جام ملت‌های اروپا ۲۰۲۰ |
| ۲۸    | ۵ سپتامبر ۲۰۱۹  | جبل الطارق | نودمین            | جبل طارق   | ۶–۰   | مقدماتی جام ملت‌های اروپا ۲۰۲۰ |
| ۲۹    | ۵ سپتامبر ۲۰۱۹  | جبل الطارق | نودمین            | جبل طارق   | ۶–۰   | مقدماتی جام ملت‌های اروپا ۲۰۲۰ |
| ۳۰    | ۱۵ نوامبر ۲۰۱۹  | کپنهاگ     | نود و چهارمین     | جبل طارق   | ۶–۰   | مقدماتی جام ملت‌های اروپا ۲۰۲۰ |
| ۳۱    | ۱۵ نوامبر ۲۰۱۹  | کپنهاگ     | نود و چهارمین     | جبل طارق   | ۶–۰   | مقدماتی جام ملت‌های اروپا ۲۰۲۰ |
| ۳۲    | ۷ اکتبر ۲۰۲۰    | هرنینگ     | نود و هشتمین      | جزایر فارو | ۴–۰   | دوستانه                       |
| ۳۳    | ۱۱ اکتبر ۲۰۲۰   | ریکیاویک   | نود و نهمین       | ایسلند     | ۳–۰   | لیگ ملت‌های اروپا ۲۱–۲۰۲۰      |
| ۳۴    | ۱۴ اکتبر ۲۰۲۰   | لندن       | صدمین             | انگلستان   | ۱–۰   | لیگ ملت‌های اروپا ۲۱–۲۰۲۰      |
| ۳۵    | ۱۵ نوامبر ۲۰۲۰  | کپنهاگ     | صد و دومین        | ایسلند     | ۲–۱   | لیگ ملت‌های اروپا ۲۱–۲۰۲۰      |
| ۳۶    | ۱۵ نوامبر ۲۰۲۰  | کپنهاگ     | صد و دومین        | ایسلند     | ۲–۱   | لیگ ملت‌های اروپا ۲۱–۲۰۲۰      |
| ۳۷    | ۲۷ مارس ۲۰۲۲    | آمستردام   | صد و دهمین        | هلند       | ۲–۴   | دوستانه                       |
| ۳۸    | ۲۹ مارس ۲۰۲۲    | کپنهاگ     | صد و یازدهمین     | صربستان    | ۳–۰   | دوستانه                       |
| ۳۹    | ۲۲ سپتامبر ۲۰۲۲ | زاگرب      | صد و شانزدهمین    | کرواسی     | ۱–۲   | لیگ ملت‌های اروپا ۲۳–۲۰۲۲      |
| ۴۰    | ۷ سپتامبر ۲۰۲۳  | کپنهاگ     | صد و بیست و سومین | سان مارینو | ۴–۰   | مقدماتی جام ملت‌های اروپا ۲۰۲۴ |

## عملکرد ملی

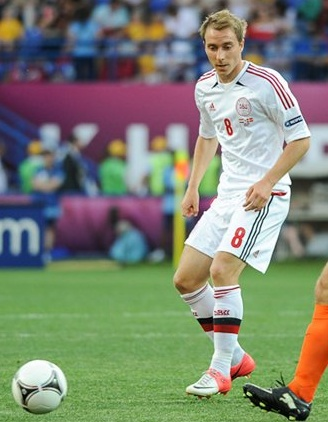
اریکسن یورو 2012

اریکسن در تیم‌های ملی زیر ۱۷ دانمارک، زیر ۱۸ دانمارک، زیر ۱۹ دانمارک، زیر ۲۱ دانمارک بازی کرده‌است.
وی اولین بازی ملی خود را برای تیم ملی فوتبال دانمارک مقابل تیم ملی فوتبال اتریش در ۳ ژوئن ۲۰۱۰ انجام داد که در پایان ۲ بر ۱ با شکست دانمارک همراه بود.
همچین اولین گل ملی خود را مقابل تیم ملی فوتبال ایسلند در ۴ ژوئن ۲۰۱۱ به ثمر رساند.
او مجموعاً ۱۲۶ بازی برای تیم ملی فوتبال دانمارک انجام داده و ۴۰ گل به ثمر رسانده‌است.

## حادثه ۱۲ ژوئن ۲۰۲۱ (در بازی مقابل فنلاند)
در ۱۲ ژوئن ۲۰۲۱، اریکسن هنگام بازی در مرحله ابتدایی یورو ۲۰۲۰ مرحله گروهی دانمارک مقابل فنلاند در ورزشگاه پارکن واقع در کپنهاگ، در حالی که می‌خواست یک ضربه را در دقیقه ۴۲ بدست بیاورد، بر روی زمین افتاد. مسابقه متوقف شد و کمک فوری پزشکی سی‌پی‌آر را در زمین انجام داد سپس اریکسن را با برانکار از زمین بیرون بردند. یک ساعت پس از حادثه، مسئولان یوفا و اتحادیه فوتبال دانمارک از بیمارستان تأیید کردند که حال اریکسن پایدار شده‌است. مسابقه دوباره آغاز شد و با نتیجه ۱–۰ به سود فنلاند به پایان رسید.